# Aloe johannis-bernardii
Aloe johannis-bernardii är en grästrädsväxtart som beskrevs av J.-p. Castillon. Aloe johannis-bernardii ingår i släktet Aloe och familjen grästrädsväxter.
Artens utbredningsområde är Madagaskar. Inga underarter finns listade i Catalogue of Life.